# Antanas Baura
Antanas Baura (ur. 21 listopada 1955 w Gailiešionys w rejonie uciańskim) – litewski agronom i polityk, poseł na Sejm Republiki Litewskiej.

## Życiorys
W 1979 ukończył studia na Litewskiej Akademii Rolniczej. W latach 1979–1982 był głównym agronomem w spółdzielni rolniczej w rejonie oniksztyński. Następnie do 2000 kierował lokalnym przedsiębiorstwem agrochemicznym. W latach 2004–2007 zarządzał własną firmą, następnie do 2008 był dyrektorem administracji rejonowej.
Należał do Komunistycznej Partii Związku Radzieckiego. W 2001 wstąpił do VNDPS, na bazie którego powstał Litewski Związek Rolników i Zielonych. W latach 2000–2004 i 2008–2012 sprawował mandat posła na Sejm. Był później doradcą mera (2012–2015) i dyrektorem administracji rolnej w rejonie (2015–2017). W 2017 powrócił do litewskiego parlamentu, wygrywając wybory uzupełniające. Mandat wykonywał do 2020. Związał się później z ugrupowaniem Związek Demokratów „W imię Litwy”, w 2023 z jego ramienia został wybrany na radnego rejonu oniksztyńskiego.

## Odznaczenia
- Medal Rady Bałtyckiej – 2003[4]